# Jean-Pierre Dirick
Jean-Pierre Dirick (Parigi, 4 luglio 1949) è un fumettista francese.

## Biografia

### Gli esordi nel fumetto
Dopo gli studi secondari, Jean-Pierre Dirick pubblica i suoi primi disegni sul giornale Chouette. È in questo periodo che incontra Allain Bougrain-Dubourg. Ha poi lavorato per Pistil: l'hebdomadaire des jeunes et de la nature al fianco di Dodier, Makyo, Vicomte, François Cortegianni, Pierre Tranchand.
Ha collaborato con diverse riviste (tra cui Footy) e al Journal de Tintin, dove ha scritto e disegnato Lucien Crampon ou la vie passionnée d'un arbitre de football. Nel 1979, jean-Pierre Dirick entra a far parte del settimanale Pif Gadget. Dal 1981 disegna Les énigmes de Tim, una serie di indovinelli che il lettore deve risolvere con l'aiuto dell'illustrazione. Questa pubblicazione settimanale è durata 10 anni. Una serie completa di questi indovinelli, intitolata Mes années Pif, è stata pubblicata nel 2004.

### Maturità
Nel 1986, Jean-Pierre Dirick ha creato Docteur Psy, uno psicanalista che confessa personaggi storici, star della TV e dello spettacolo sotto forma di caricature. Per la prima volta si rivolge a un pubblico adulto. Tra il 1986 e il 1995 sono stati pubblicati quattro album.
In seguito alla sua collaborazione con la rivista Animaux (la rivista della SPA), un primo album della serie Inspecteur Klebs è stato pubblicato dalle Edizioni  Dargaud nel 1991. La prefazione dell'album fu di Allain Bougrain-Dubourg e la sua madrina fu Sophie Marceau. Per aiutare i bambini a comprendere le questioni relative alla protezione degli animali, Dirick inverte i ruoli di uomini e animali. Tra il 1991 e il 2007 sono state pubblicate sei raccolte. Un altro volume, che può essere considerato come il volume 7, intitolato L'Arche, sviluppato nel 2012, è stato pubblicato in occasione della Fiera di Milano del 2015, con il tema "Nutrire il pianeta, energia per la vita " .
Nel 1993, Jean-Pierre Dirick ha contribuito a realizzare al libro Ex-Yougoslavie - Pour un monde meilleur con una prefazione del presidente ceco Vaclav Havel.
Nel 1999 ha pubblicato Le Divan de la BD, un album umoristico che presenta la psicoanalisi degli eroi dei fumetti.
Nel 2003 ha pubblicato con le Edizioni Mango "Tout Chirac", un libro di caricature del presidente francese Jacques Chirac, in collaborazione con Ricord.
Nel 2009, Jean-Pierre Dirick ha pubblicato Le Divan de la BD, per Éditions Joker, una serie che fa la parodia delle sedute di psicoanalisi degli eroi dei fumetti.
Nel 2013 e nel 2014 ha pubblicato due romanzi: TraficAfricque e Les Dodos.
Nel 2015 è stato pubblicato il primo volume della serie Napo et nous..., una cronaca umoristica della vita dei soldati di Napoleone I nella Grande Armée. Dopo aver lavorato dal 1979 al 1993 per la rivista Pif Gadget, Jean-Pierre Dirick ha pubblicato nel 2018 l'album Les années Pif Gadget con l'editore Arcimboldo.

## Vari
Jean-Pierre Dirick ha diretto diversi film d'animazione in Francia e all'estero e ha lavorato per alcuni anni per il canale televisivo francese Antenne 2, in particolare per il programma Terre des bêtes.
È stato il curatore della grande mostra su Pif-Gadget che si è tenuta nella primavera del 2012 a Bucarest, organizzata dall'Ambasciata di Francia e dall'Istituto Francese di Bucarest. Ha creato e gestito il Festival del libro di Roquebrune-Cap-Martin dal 1995 al 2001 e il Festival dell'umorismo e della caricatura di Saint-Jean-Cap-Ferrat dal 1994 al 2002.